# Kèn túi

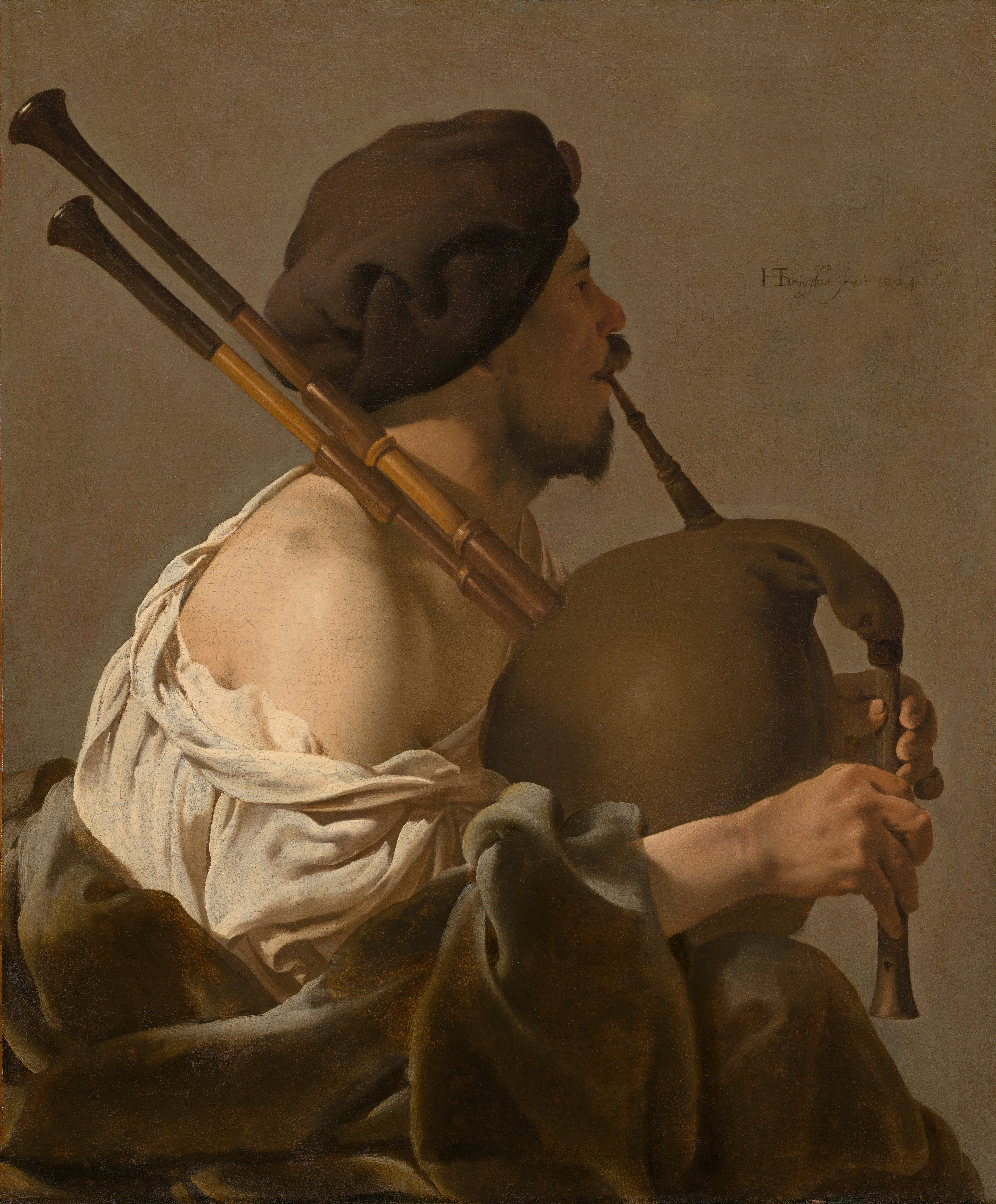
De doedelzakspeler ("Người chơi kèn túi"), Hendrick ter Brugghen, 1624

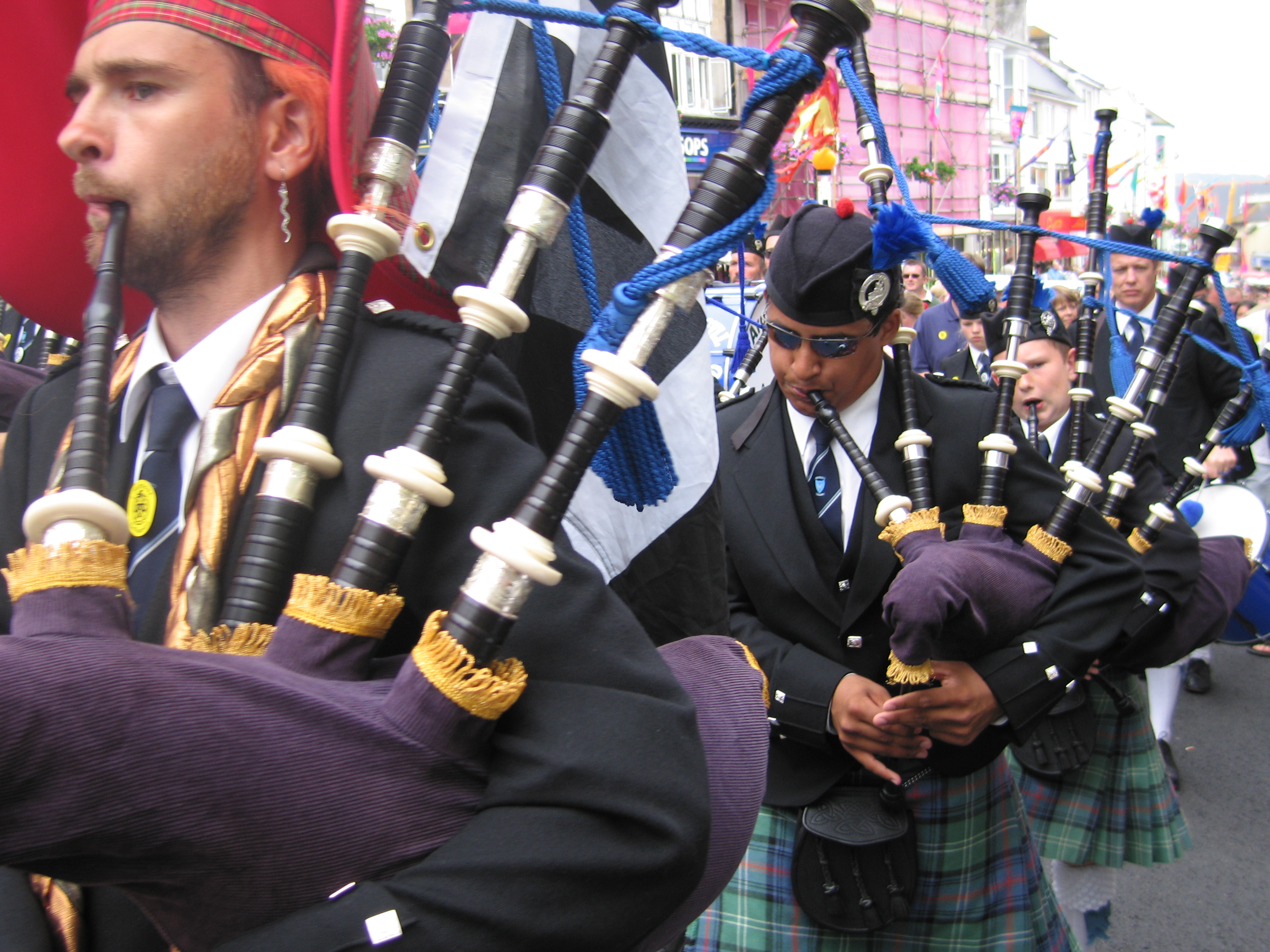
Kèn túi vùng cao nguyên xứ Scotland, với ống drone trên vai trái của người thổi kèn

Kèn túi là nhạc cụ thổi bằng gỗ sử dụng các ống có lưỡi gà xuyên vào một bể chứa không dứt không khí với hình thức một cái túi. Nhiều tác giả xác định askaulos của Hy Lạp cổ đại cũng là một loại kèn túi. Mặc dù những chiếc kèn túi của vùng Cao nguyên Scotland được biết đến nhiều nhất trong các nước nói tiếng Anh, kèn túi đã được trình diễn từ hơn một thiên niên kỷ trước trên khắp châu Âu, bắc Phi và tây Á, bao gồm Thổ Nhĩ Kỳ, vùng Kavkaz và xung quanh Vịnh Ba Tư.